# Talk Dirty (álbum)
Talk Dirty é o relançamento do terceiro álbum de estúdio do artista musical estadunidense Jason Derulo, intitulado Tattoos (2013). O seu lançamento ocorreu em 15 de abril de 2014.

## Lista de faixas
| N.º            | Título                        | Compositor(es) | Produtor(es)                               | Duração |  |
| 1.             | "Talk Dirty" (com 2 Chainz)   | Jason Desrouleaux, Tauheed Epps, Eric Frederic, Jason Evigan, Sean Douglas, Ori Kaplan, Tamir Muskat, Tomer Yosef | Ricky Reed                                 | 2:57    |  |
| 2.             | "Wiggle" (com Snoop Dogg)     | Desrouleaux, Frederic, Jacob Kasher, Douglas, John Ryan, Joe Spargur, Axident, Calvin Broadus                     | Axident, Reed, John Ryan[A], Joe London[A] | 3:13    |  |
| 3.             | "Trumpets"                    | Desrouleaux, Jon Bellion                                                                                          | Bellion                                    | 3:37    |  |
| 4.             | "Bubblegum" (com Tyga)        | Desrouleaux, Michael Stevenson, Timothy Mosley, James Washington                                                  | Jim Beanz, Timbaland[A]                    | 3:25    |  |
| 5.             | "Vertigo" (com Jordin Sparks) | Desrouleaux, Jared Lee, Matt White                                                                                | Lee                                        | 3:53    |  |
| 6.             | "Kama Sutra" (com Kid Ink)    | Desrouleaux, Brian Todd Collins, Dijon McFarlane, Christian Ward, Breyan Issac                                    | DJ Mustard                                 | 3:36    |  |
| 7.             | "Zipper"                      | Desrouleaux, Henry Walter, Sam Sumser, Chloe Angelides, Lukasz Gottwald, Kasher                                   | Cirkut, Sumser, Angelides                  | 2:57    |  |
| 8.             | "The Other Side"              | Desrouleaux, Martin Johnson, Joshua Coleman                                                                       | Ammo, Johnson                              | 3:46    |  |
| 9.             | "With the Lights On"          | Desrouleaux, Niles Hollowell-Dhar, Marty James, The Runners                                                       | The Cataracs                               | 3:11    |  |
| 10.            | "Stupid Love"                 | Desroleaux, Nadir Khayat, Novel Jannusi, Aleena Gibson, Jordan Sapp                                               | RedOne, Rush, BeatGeek                     | 3:34    |  |
| 11.            | "Marry Me"                    | Desrouleaux, Jonas Jeberg, "Hookman" Marlin Bonds, Andy Marvel                                                    | Jeberg                                     | 3:45    |  |
| Duração total: | Duração total:                | Duração total: | Duração total:                             | 37:54   |  |

| Faixas bônus da Target |                      |                                                                                                 |                                       |         |  |
| N.º                    | Título               | Compositor(es)                                                                                  | Produtor(es)                          | Duração |  |
| 12.                    | "Tattoo"             | Desrouleaux, James "J. Hart" Abrahart, Justin Franks, Vinay Vyas, Justin Davey, Oh, Hush!       | DJ Frank E, TODAY                     | 3:26    |  |
| 13.                    | "Fire" (com Pitbull) | Desrouleaux, Urales Vargas, Armando C. Perez, Matthew Naples, Tierce Alec-John Person, Abrahart | DJ Buddha, DJ Noodles, Tearce "Kizzo" | 3:36    |  |
| Duração total:         | Duração total:       | Duração total:                                                                                  | Duração total:                        | 44:54   |  |

| Extended play francês digital |                               |                                                                         |                                   |         |  |
| N.º                           | Título                        | Compositor(es)                                                          | Produtor(es)                      | Duração |  |
| 1.                            | "Talk Dirty" (com 2 Chainz)   | Desrouleaux, Epps, Frederic, Evigan, Douglas, Kaplan, Muskat, Yosef     | Reed                              | 2:57    |  |
| 2.                            | "Marry Me"                    | Desrouleaux, Jeberg, Bonds, Marvel                                      | Jeberg                            | 3:45    |  |
| 3.                            | "Trumpets" (versão com Maude) | Desrouleaux, Bellion                                                    | Bellion                           | 3:05    |  |
| 4.                            | "Wiggle" (com Snoop Dogg)     | Desrouleaux, Frederic, Kasher, Douglas, Ryan, Spargur, Axident, Broadus | Axident, Reed, Ryan[A], London[A] | 3:13    |  |
| 5.                            | "Bubblegum" (com Tyga)        | Desrouleaux, Stevenson, Mosley, Washington                              | Beanz, Timbaland[A]               | 3:25    |  |
| Duração total:                | Duração total:                | Duração total:                                                          | Duração total:                    | 16:25   |  |

Notas
A  - denota co-produtores
Créditos de demonstrações
- "Talk Dirty" contém demonstrações de "Hermetico", escrita por Ori Kaplan, Tamir Muskat, e Tomer Yosef, e cantada por Balkan Beat Box.

## Créditos
Lista-se abaixo os profissionais envolvidos na elaboração de Talk Dirty, de acordo com o encarte do álbum:
Criatividade e gestão
| - Frank Harris: A&R para a gestão 23, produção executiva, gestão - Jason Derulo: produção executiva - Jeff Fenster: A&R para a Warner Bros. Records - Aton Ben-Horin: A&R para a Warner Bros. Records - Jon Chen: assistência de A&R - Allen Wolfe: administração de A&R - Frank Maddocks: direção artística - Donny Phillips: direção artística | - Gabriel Encinas: foto da contracapa - James Dimmock: foto da capa - Denise Watts: direção criativa - Norman Wonderly: direção criativa - Ayal Kleinman: divulgação - Alex Tenta: design do encarte - Ben Watts: fotografia |

Créditos vocais
| - Jason Derulo: vocalista principal, vocalista de apoio - 2 Chainz: artista participante - Jordin Sparks: artista participante - Jared Lee: vocalista de apoio - Kid Ink: artista participante | - Snoop Dogg: artista participante - Tyga: artista participante - Molly Sandén: vocalista de apoio - Martin Johnson: vocalista de apoio - Joshua "Ammo" Coleman: vocalista de apoio |

Créditos técnicos
| - Jason Derulo: produção adicional, artista principal, produção vocal, composição - Jared Lee: programação de baixo, composição, teclados, produção - Jordan Sapp: composição, engenharia, guitarra, assistência de mixagem, edição vocal - Rachael Findlen: assistência de engenharia - Perry Jimenez: assistência de engenharia - Delbert Bowers: assistência - Dave Cohen: assistência - Brian Todd Collins: composição - Sean Douglas: composição - Jason Evigan: composição - Eric Frederic: composição - Aleena Gibson: composição - Lukasz Gottwald: composição - Chris Galland: assistência - Meg Margossian: assistência - Phil Seaford: assistência - Jonas Jeberg: composição, engenharia, instrumentação, produção, programação, produção vocal - The Runners: produção adicional, composição - Kyle Moorman: produção adicional, engenharia, programação - Vadim Chislov: assistência de engenharia - Niles Hollowell-Dhar: composição, engenharia - 2 Chainz: composição - Martin Johnson: composição, guitarra (acústica), guitarra (elétrica), percussão, piano, produção, programação, produção vocal - John Ryan: composição, guitarra - Chloe Angelides: composição, instrumentação, produção, programação, vocalista - RedOne: composição, instrumentação, produção, programação - Jon Bellion: composição, produção - DJ Mustard: composição, produção - Axident: composição - Demacio "Demo" Castellon: engenharia, mixagem - Jim Bottari: engenharia, engenharia vocal | - Michael Turco: mixagem - Roberto "Tito" Vazquez: mixagem - Joe Zook: mixagem - Jim Beanz: produção - Beatgeek: produção - The Cataracs: produção - Benny Steele: engenharia, engenharia vocal - Juan Negrete: engenharia, engenharia vocal - Josh Collins: engenharia - Clint Gibbs: engenharia - Alex Granelli: engenharia - John Hanes: engenharia - Drew Kapner: engenharia - Marlin "Hookman" Bonds: composição - Calvin Broadus: composição - Jacob Kasher Hindlin: composição - Breyan Isaac: composição - Marty James: composição - Ori Kaplan: composição - Jacob Kasher: composição - Rush: composição, instrumentação, produção, programação - Sam Sumser: composição, instrumentação, produção, programação - Novel Jannusi: composição, instrumentação, programação - Andy Marvel: composição - Timothy "Timbaland" Mosley: produção, composição - Tamir Muskat: composição - Joe Spargur: composição - M. Stevenson: composição - Henry Walter: composição - James Washington: composição - Matt White: composição - Tomer Yosef: composição - Yung Berg: composição - Joshua "Ammo" Coleman: bateria, teclados, produção, programação | - Ricky Reed: engenharia, instrumentação, produção, programação - Trevor Muzzy: engenharia, mixagem, arranjo vocal, edição vocal - Jess Jackson: engenharia, mixagem, produção vocal - Joe Peluso: engenharia - Axel Reinemer: engenharia - Jonathan Sher: engenharia - Sean Small: engenharia - Vince Watson: engenharia - Jordin Sparks: produção vocal - Cirkut: instrumentação, produção, programação - Rie Abe: instrumentação - Tom Coyne: masterização - Chris Gehringer: masterização - Ryan Lipman: assistência de mixagem - Victor Luevanos: assistência de mixagem - Kyle McAulay: assistência de mixagem - James Royo: mixagem, engenharia vocal - Finis "KY" White: mixagem, engenharia vocal - Serban Ghenea: mixagem - Mike Daddy Evans: consulta de produção - Irene Richter: coordenação de produção - Adam Catania: assistência de gravação - Nico Hartikainen: engenharia vocal - Erik Madrid: mixagem - Manny Marroquin: mixagem - Sam Sumser: produção - Joshua Coleman: composição - Wallpaper: produção - Shon Lawon: engenharia vocal - John Shullman: engenharia vocal - Sergio "Sergical" Tsai: vocalista |

## Desempenho nas tabelas musicais

### Posições
| Tabela musical (2014)                                  | Melhor posição |
| ------------------------------------------------------ | -------------- |
| Estados Unidos (Billboard 200)                         | 4              |
| França (Syndicat National de l'Édition Phonographique) | 156            |

## Histórico de lançamento
| País           | Data                | Gravadora                    | Formato                    |
| -------------- | ------------------- | ---------------------------- | -------------------------- |
| Brasil         | 15 de abril de 2014 | Warner Bros., Beluga Heights | CD, download digital       |
| Canadá         | 15 de abril de 2014 | Warner Bros., Beluga Heights | CD, download digital       |
| Estados Unidos | 15 de abril de 2014 | Warner Bros., Beluga Heights | CD, download digital       |
| Portugal       | 15 de abril de 2014 | Warner Bros., Beluga Heights | CD, download digital       |
| Reino Unido    | 15 de abril de 2014 | Warner Bros., Beluga Heights | CD, download digital       |
| França         | 21 de abril de 2014 | Warner Bros., Beluga Heights | Extended play (EP) digital |
| Itália         | 29 de julho de 2014 | Warner Bros., Beluga Heights | CD                         |